# Parafia Miłosierdzia Bożego w Łęgu Starościńskim
Parafia pw. Miłosierdzia Bożego w Łęgu Starościńskim – parafia rzymskokatolicka należąca do dekanatu Ostrołęka – Nawiedzenia Najświętszej Maryi Panny, diecezji łomżyńskiej, metropolii białostockiej. Erygowana została w 1992 roku. Jest prowadzona przez księży diecezjalnych.

## Zasięg parafii
Do parafii należą wierni z następujących miejscowości: Łęg Starościński, Nowe Kurpiewskie, Stare Kurpiewskie, Łęg Przedmiejski część, Szafarczyska. 